# Venceslau I de Luxemburg
Venceslau I (n. 25 februarie 1337, Praga, Regatul Boemiei – d. 8 decembrie 1383, Lëtzebuerg, Luxemburg) a fost duce de Luxemburg din 1353 până în 1383 și duce de Brabant și Limburg din 1355 până în 1383.

## Biografie
Venceslau a fost singurul fiu din cea de-a doua căsătorie a regelui Boemiei, Ioan de Luxemburg, cu Beatrice de Bourbon (1305–1383), o verișoară a regelui francez Filip al VI-lea. Cel ce urma să fie viitorul împărat, Carol al IV-lea, a fost fratele vitreg al lui Venceslau.
Părinții lui Venceslau, Ioan și Beatrice, au avut o căsătorie armonioasă și, de aceea, în 1340 regele Ioan a decis să-și schimbe testamentul în favoarea lui Venceslau care urma să primească posesiunile ancestrale ale familiei de Luxemburg și feudele din Regatul Franței.
După moartea regelui Ioan la 26 august 1346, Venceslau nu a putut să intre în posesia moștenirii sale. Datorită sprijinului financiar pe care Balduin de Luxemburg l-a oferit nepotului său, Carol, când a fost ales rege romano-german, arhiepiscopul de Trier a administrat Comitatul de Luxemburg primit în gaj până la moartea sa (21 ianuarie 1354).
La 13 martie 1354 Venceslau a devenit primul duce de Luxemburg. Nou creatul Ducat de Luxemburg cuprindea comitatele Luxemburg, Durbuy, Laroche, margrafiatul Arlon și alte mici posesiuni. Ducatul de Luxemburg nu aparținea coroanei Boemiei ci era o feudă a imperiului. Venceslau a devenit principe imperial.
În 1352 Venceslau s-a căsătorit cu Ioana de Brabant (1322–1406), moștenitoarea ducatelor Brabant și Limburg. Căsătoria lor a pus capăt rivalității dintre Casa de Luxemburg și Casa de Brabant de după Bătălia de la Worringen (26 august 1288). La 26 decembrie 1356 Venceslau a devenit Duce de Brabant și Limburg. Astfel Casa de Luxemburg limita puterea Casei de Wittelsbach din nord-vestul imperiului (Olanda, Zeelanda, Hainaut). Venceslau a stabilit reședința curții sale la Bruxelles. El s-a dovedit a fi un susținător al culturii franceze.
În 1368 Venceslau a fost numit vicar imperial. În timpul exercitării acestei funcții, a pierdut o dispută cu ducele Wilhelm al II-lea de Jülich privind dreptul de escortă și a fost luat prizonier împreună cu camarazii săi în Bătălia de la Baesweiler pe 22 august 1371. Ducele de Jülich l-a eliberat abia când Carol al IV-lea a plătit 50 000 de guldeni în primăvara anului 1372. De asemenea, Venceslau a trebuit să renunțe la funcția de vicar imperial. În anii care au urmat povara financiară a ducatelor a fost enormă datorită obligației lui Venceslau de a rambursa suma plătită pentru eliberarea sa. Succesul politicii sale financiare din primii ani de guvernare nu a continuat ceea ce a avut ca urmare revolte sociale.

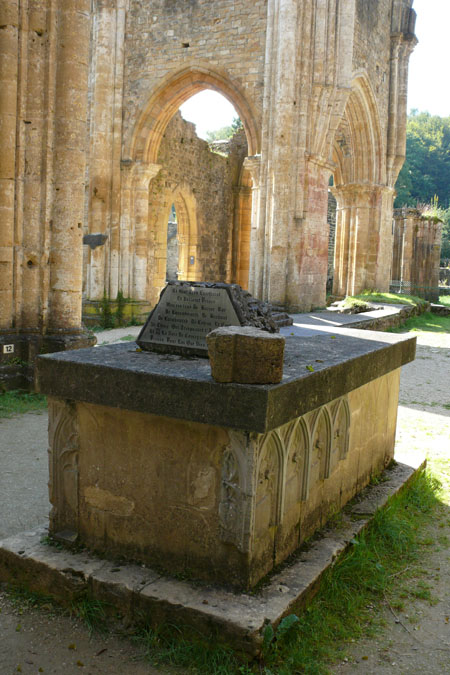
Sarcofagul lui Venceslau I în Abația Orval (în corul bisericii astăzi în ruină)

Deoarece din căsătoria lui Venceslau cu Ioana nu au rezultat copii, împăratul Carol al IV-lea l-a numit în anul în care a murit (1378) pe fiul său, Venceslau, moștenitor al ducatelor de Luxemburg, Brabant și Limburg. Relația dintre ducele Venceslau și regele Venceslau al IV-lea nu a fost una bună. Ducele Venceslau era susținătorul francezilor și îl favoriza pe antipapa Clement al VII-lea care rezida în Avignon. Regele Venceslau al IV-lea se afla de partea Angliei și era susținătorul papei Urban al VI-lea.
După moartea ducelui Venceslau la 8 decembrie 1383, Venceslau al IV-lea a putut moșteni doar Ducatul de Luxemburg. Văduva lui Venceslau, Ioana de Brabant, a reintrat în posesia ducatelor sale, Brabant și Limburg. În 1390 ea a plasat aceste ducate sub protecția ducelui de Burgundia, Filip cel Îndrăzneț. La 8 octombrie 1409 regele Venceslau al IV-lea s-a implicat în conflictul dintre Ordinul Cavalerilor Teutoni și Polonia. Decizia sa a dus la Bătălia de la Grunwald - cea de-a doua mare bătălie din Evul Mediu.
Venceslau a murit de ciumă (sau probabil de lepră) în Luxemburg în 1383. A fost înmormântat în Abația cisterciană Orval și a fost succedat de nepotul său Venceslau, fiul împăratului Carol al IV-lea.

## Căsătorie și descendenți
Venceslau s-a căsătorit în 1352 cu Ioana de Brabant (1322 – 1406), fiica ducelui Ioan al III-lea de Brabant și a Mariei d'Evreux. Din căsătoria lor nu au rezultat copii.
Venceslaus a avut patru copii nelegitimi, numele mamelor lor nefiind cunoscut:
- Gilles, guvernator în Aspremont;
- Guillaume (d. după 1405), vogt în Hainaut;
- Jean (d. înainte de 1405);
- Charles (d. după 1411).